# بيزدان
بيزدان (Бездан) هي مدينة في زابادنو-باكا في مقاطعة فويفودينا في صربيا. ويبلغ عدد سكانها حوالي 5251 نسمة.